# دوچری‌ها

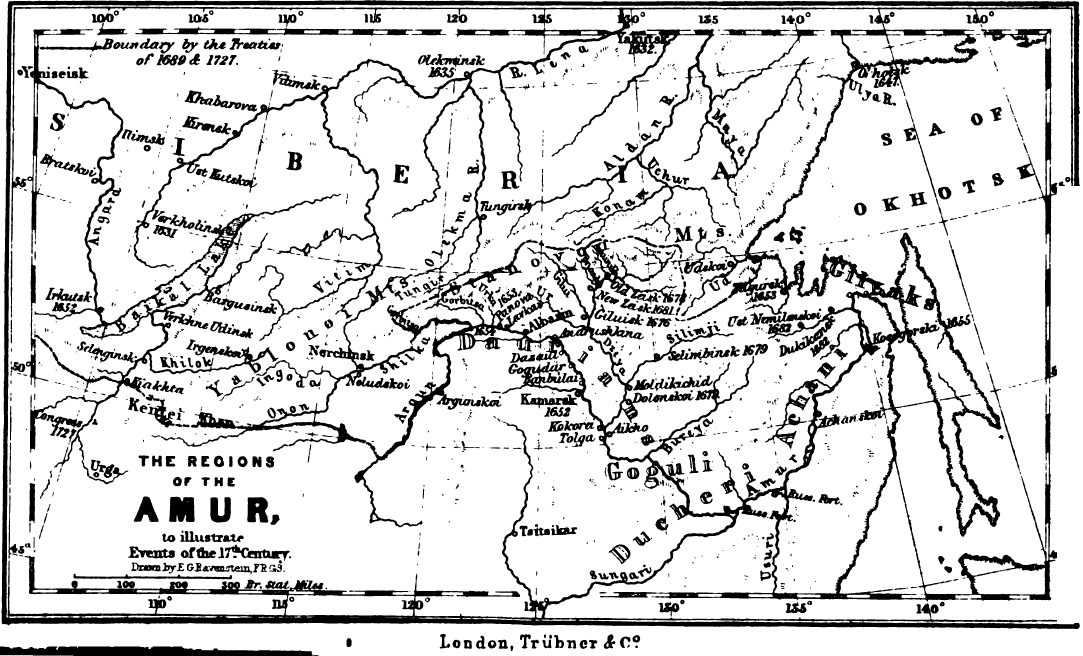
سرزمین‌های دائور، دوچری و گوگولی در نیمهٔ قرن هفدهم، بر اساس ارنست گئورگ راونشتاین

دوچری‌ها (به روسی: дючеры) یا (به روسی: дучеры) نام روسی مردمی است که سواحل میانهٔ رود آمور را در بر می‌گرفتند، تقریباً از دهانهٔ زِیا تا دهانهٔ رود اوسوری و احتمالاً حتی کمی پایین‌تر محدوده زندگی این گروه از مردمان است. هویت قومی این گروه با اطمینان مشخص نیست، اما معمولاً فرض می‌شود که آن‌ها یک گروه از مردم تونگوسی بودند که به جورجی‌ها یا نانای‌ها مرتبط بودند.
نام این گروه قومی گاهی وقت‌ها به انگلیسی به صورت «Jucher» نیز نوشته می‌شود.

## زندگی دوچری‌ها
تعداد کل دوچری‌ها در درهٔ آمور در زمان ظهور کاشفان روسی در حدود سال ۱۶۵۰ توسط پژوهشگران مدرن تقریباً ۱۴٬۰۰۰ نفر تخمین زده شده است.
طبق گزارش‌های کاشفان روسی در آن زمان، دوچری‌ها و همچنین گروه‌های مرتبط، مانند گوگول‌ها و همسایگان شمال‌غربی آن‌ها، دائورها، کشاورز بودند. آن‌ها چاودار، گندم، جو، دانه‌های میله‌ای، جو دوسر، نخود و کنف و همچنین تعدادی سبزیجات کشت می‌کردند. دوچری‌ها دارای اسب و دام بودند و خوک‌ها منبع مهمی از گوشت به‌شمار می‌رفتند. آن‌ها مقداری شکار و ماهی‌گیری نیز انجام می‌دادند.
طبق گزارش‌های کازاک‌ها در قرن هفدهم، دوچری‌ها در روستاهای فورتیفاید (به روسی: городок) با ۶۰ خانه یا بیشتر در هر روستا زندگی می‌کردند.
در پیشینهٔ دژ چینی آیگون یک شهر دوچری بوده است که اکنون به عنوان سایت گرودک توسط باستان‌شناسان شناخته می‌شود. این مکان در جنوب شهر بلاگووشچنسک و در محل ریختن رود زِیا به آمور قرار دارد. یروفی کباروف در سال ۱۶۵۲ وجود این شهر را به وایود یاکوتسک، دی. فرانٹسکف، گزارش داد. باستان‌شناسان می‌گویند که این دژ در حوالی انتهای هزارهٔ نخست یا آغاز هزارهٔ دوم میلادی ساخته شده است.
خراج پوست، غلات و دام‌هایی که توسط کازاک‌ها از مردم دائور و دوچری‌ها جمع‌آوری (یا غارت) می‌شد، منافع اقتصادی اصلی روس‌ها از گسترش خود در این منطقه در اوایل دههٔ ۱۶۵۰ بود. به منظور جلوگیری از این منافع، دولت چین از سال ۱۶۵۴ کشاورزان دوچری را از درهٔ آمور به رودخانه‌های سونگ‌هوا و هورکا در جنوب منتقل کرد. دائورها نیز به درهٔ رود نِن‌جیانگ منتقل شدند. زمانی که اونوفری استپانوف در سال ۱۶۵۶ از رود سونگ‌هوا پایین آمد، روستاهای دوچری را خالی یافت.

## هویت قومی
شناسایی قومی دوچری‌ها و حتی معنی نام آن‌ها (و اینکه آیا این نام نیز یک نام خودی بوده است یا خیر) همچنان مورد مناقشه است.
از نظر باستان‌شناسی، فرهنگ دوچری از نیمهٔ دوم قرن سیزدهم قابل شناسایی است (یعنی بلافاصله پس از تخریب ژورچن‌ها و امپراتوری جین (۱۱۱۵–۱۲۳۴) توسط مغول‌ها) و به عنوان جانشینی از فرهنگ پیشین ژورچن‌های آمور به‌شمار می‌آید.
طبق دایرةالمعارف بزرگ شوروی، نانای‌های امروزی، اولچ‌ها و دیگر مردم تونگوسی در درهٔ میانه و پایین رود آمور، نسل‌های دوچری‌ها را در خود گنجانده‌اند. پژوهشگر روسی بوریس پتروویچ پولوی حتی فراتر می‌رود و دوچری‌ها را با نانای‌ها شناسایی می‌کند.
دیدگاه دیگر و احتمالاً رایج‌تر، که به‌ویژه توسط باستان‌شناس روسی دی. پی. بولوتین یا تونگوس‌شناس آ. آ. بوری‌کین بیان شده، این است که دوچری‌ها بخشی از ژورچن‌ها بوده‌اند. این موضوع بدین معنی است که پس از جابجایی به سونگ‌هوا و هورکا، آن‌ها به سادگی با مردم مانچو ادغام شده‌اند.
ریشه‌شناسی واژهٔ دوچری (که علاوه بر dючер و дучеры، در اسناد روسی قرن هفدهم چندین متغیر نوشتاری دیگر نیز داشت: چیوچَر، جیوچَر، ژوچَر، دیوجَن) نیز مورد بحث است. برخی پژوهشگران معتقدند که روشن است این واژه با نام خود جورجی‌ها مرتبط است. دیدگاه دیگر، که توسط آ. آ. بوری‌کین بیان شده، این است که واژهٔ روسی دوچری (دیوجِن) ممکن است از زبان مانچو به معنی «نگهبانان در امتداد رود» آمده باشد.